# راهپیمایی ۹ دی
راهپیمایی ۹ دی که در رسانه‌های حکومتی به «حماسهٔ ۹ دی» معروف است، با فراخوان شورای هماهنگی تبلیغات اسلامی به ریاست احمد جنتی، در واکنش به اعتراضات تاسوعا و عاشورای ۱۳۸۸ انجام شد. ابتدا قرار بود که راهپیمایی در ۸ دی برگزار شود. به این منظور خبر در پیش بودن این راهپیمایی از آخرین ساعات ۷ دی توسط خبرگزاری‌های ایران مخابره شد؛ ولی این خبر در ساعات ابتدایی روز ۸ دی به فراخوان برای راهپیمایی در ۹ دی تغییر کرد. در ۱۷ استان این مراسم یک روز زودتر برگزار شد. رسانه‌های خارجی برخلاف اعتراضات آن سال، امکان گزارش از این راهپیمایی را داشتند. به گزارش ایندیپندنت، کارمندان، دانش‌آموزان و طرفداران حکومت از شهرها و روستاهای اطراف توسط اتوبوس‌های دولتی به محل راهپیمایی منتقل شدند.
شمار شرکت‌کنندگان در این راهپیمائی توسط رسانه‌های وابسته به حکومت میلیونی توصیف می‌شود، اما رسانه‌های خارجی که در آن حضور داشتند، شمار آن را ده‌ها یا صدها هزار نفر تخمین زده‌اند. سخنرانی این راهپیمایی را سید احمد علم‌الهدی، عضو مجلس خبرگان رهبری از مشهد و امام جمعه این شهر، بر عهده داشت. وی طی یک سخنرانی در این مراسم، ولایت فقیه را در حاصل قطره قطره خون کسانی دانست که «با سینهٔ خشک جلوی گلولهٔ داغ رفتند» و کسانی که به اصل ولایت فقیه توهین می‌کنند را «یک مشت بزغاله و گوساله» نامید. گزارش این راهپیمایی به‌طور زنده از صدا و سیمای جمهوری اسلامی ایران پخش شد.

## تحلیل رویداد
روزنامه تایمز در گزارشی اعلام کرد که صدا و سیما ایران تصویر ده‌ها هزار تن از تظاهرکنندگان را در شهرهای مختلف نشان داد اما برخلاف تظاهرات معترضان، در خلال این راهپیمایی‌ها کسی هدف گلوله، ضربات باتوم و پرتاب گاز اشک‌آور از سوی پلیس ضد شورش قرار نگرفت. این روزنامه می‌افزاید که درحالی‌که رسانه‌های دولتی از کثرت تظاهرکنندگان سخن می‌گفتند، سایت‌های معترضان نوشتند که حکومت برای کشاندن مردم به صحنه تظاهرات، به کارمندان مرخصی داد، دانش‌آموزان و سایرین را با اتوبوس به محل تظاهرات آورد، بلیط مترو را مجانی کرد و به توزیع غذای رایگان در میان راهپیمایان پرداخت. روزنامه ایندیپندنت نیز به انعکاس رویداد این روز پرداخت که «رژیم ایران با برگزاری راهپیمایی‌های گسترده درصدد مقابله با اعتراضات برآمد». می‌نویسد که اتوبوس‌های دولتی ده‌ها هزار تن را به مرکز شهر آوردند تا حکومت بتواند در برابر مخالفان قدرت‌نمایی کند و ادامه می‌دهد که ادارات دولتی برای شرکت کارمندان در تظاهرات به آنان یک روز مرخصی دادند و کودکان مدارس و طرفداران حکومت از شهرها و روستاهای اطراف با اتوبوس به محل تجمع انتقال یافتند. یکی از شاهدان این تظاهرات، به خبرنگار نیویورک تایمز گفته بود که تظاهرات کنندگان را با اتوبوس به این محل آورده بودند و به آنها شیرکاکائو داده بودند. همچنین آسوشیتد پرس گفته که دولت به همه کارمندان مرخصی داد تا آنها را به تظاهرات بیاورد. حمید بقایی بعدها گفت:
در همین ماجرای ۹ دی ما خودمان گروه راهپیمایی راه انداخته بودیم خودم هم صف اول بودم همه کارمندان هم آمدند… حالا ما جار بزنیم که این کارها را کرده‌ایم؟ ما این کارها را برای کس دیگری می‌کنیم
با وجود آنکه خبرنگاران رسانه‌های خارجی از تهیه گزارش از اعتراضات مردمی منع شده بودند، در این راهپیمایی اجازه پوشش خبری برای آنها صادر شده بود. برخی خبرگزاری‌های حامی دولت این راهپیمایی را میلیونی اعلام کردند. این درحالی است که خبرگزاری‌های غیر ایرانی و حاضر در این مراسم، آن را دولتی و صدها هزار نفری در کل کشور خواندند. این راهپیمایی در حالی برگزار شد که بخشنامه‌های متعددی به شرکت‌های مختلف دولتی و غیردولتی صادر گردیده بود تا با کارمندان خود در این راهپیمایی شرکت کنند. مدیر عامل شرکت سایپا به همین منظور با تدارک دیدن اتوبوس، کارمندان خود را به محل راهپیمایی منتقل کرد. جاناتان مارکوس از بی‌بی‌سی در همین راستا می‌گوید ارزیابی ابعاد این راهپیمایی دشوار است، اما روشن است که دولت شرکت کنندگان را سازماندهی و هماهنگ کرده بوده‌است، حتی برخی از کارخانه‌ها تعطیل شده بودند تا کارمندان خود را به محل راهپیمایی منتقل کنند.
به نوشته عباس میلانی، رژیم تمام کارمندان دولتی و بچه مدرسه‌ای‌ها و بسیجی‌ها و خانواده پاسداران و تمام کسانی در گوشه و کنار کشور را گرد آورد، ولی به جای تظاهرات در میدان آزادی (که بنا بر رسم دیرینه در جهت ترساندن مخالفان و جهانیان در آنجا به صورت گسترده، جمع می‌کشتند)، این بار ترجیح دادند که در میدان کوچتری در وسط تهران گرد هم آیند. عکس‌های ماهواره‌ای از تظاهرات حکومتی حکایت از آن دارد که جمعیت جمع شده، خیلی خیلی کمتر از گردهمایی مخالفان (که به چند میلیون می‌رسید) بود. حتی اگر ادعای رسانه‌های حکومتی در مورد جمعیت تظاهرات، حقیقت داشته باشد، مقایسه بین این دو نوع تظاهرات نامعقول است. چرا که مخالفان با خطر مضروب شدن، زندانی شدن و مرگ در مقابل جمعیتی که با تبلیغات گسترده رسانه‌ای به خیابان آمده‌اند.
محمدجواد اکبرین با مقایسه دو رهبر خاورمیانه، سید علی خامنه‌ای و حسنی مبارک، نوشت که روزنامه حکومتی الأهرام مصر، به دروغ تظاهرات طرفداران مبارک را میلیونی اعلام می‌کند، در حالی که خود مبارک، چنین ادعایی دربارهٔ جمعیت طرفدارانش را نمی‌کند، اما خامنه‌ای عجولانه، قبل از رسانه‌هایش، اعلام می‌کند که تظاهرات طرفدارانش ده‌ها میلیونی بودند:
قوی‌ترین حکومت‌های دنیا… اگر همه تلاش‌شان را هم بکنند، نمی‌توانند ظرف دو روز، صد هزار نفر آدم را بیاورند توی خیابانهای شهرشان یا کشورشان. اینکه چند ده میلیون انسان در سرتاسر کشور بیایند اگر به دستور حکومت هم آمده باشند، این خیلی حکومت مقتدری است.
مرکز اسناد انقلاب اسلامی اصل شکل‌گیری نهم دی را به هیئت‌های مذهبی نسبت داده‌است.

## روایت حکومت
در بعضی رسانه‌ها در ایران از این روز با نام «حماسه ۹ دی» یاد می‌شود. شورای فرهنگ عمومی جمهوری اسلامی روز ۹ دی را «روز بصیرت و میثاق امت با ولایت» نامگذاری کرده‌است.

## پویش ما فراموش نمی‌کنیم

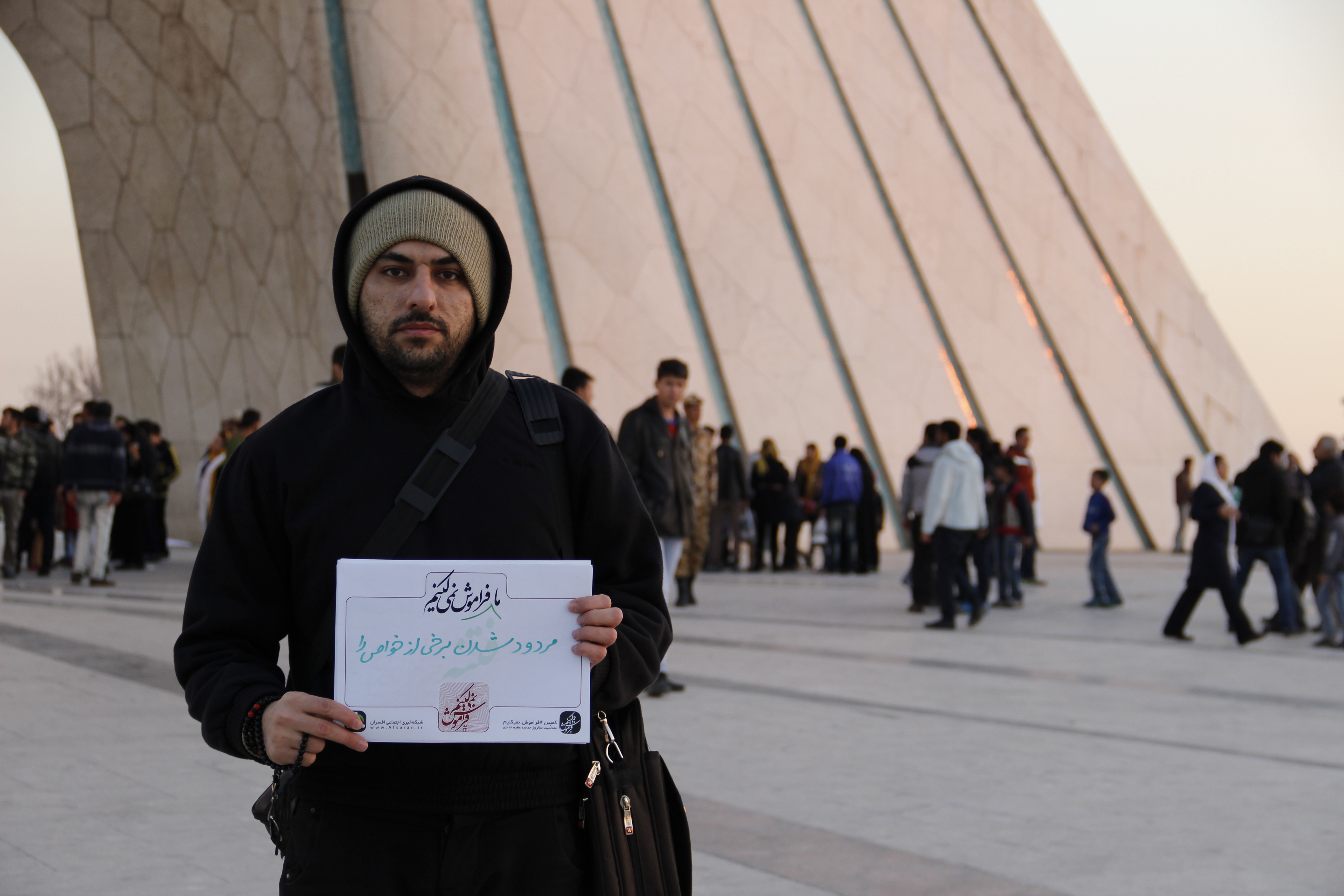
پویش ما فراموش نمی‌کنیم در میدان آزادی، تهران

پویش ما فراموش نمی‌کنیم در سالگرد راهپیمائی ۹ دی ۱۳۸۸ توسط شبکه اجتماعی افسران راه‌اندازی شد. در این کارزار اینترنتی، حامیان این تظاهرات طرح‌ها، تصاویر، پوسترها و نوشته‌های خود را با موضوع حماسهٔ ۹ دی ۱۳۸۸ منتشر کردند و می‌گویند که چه چیزهایی را از وقایع ۸۸ فراموش نمی‌کنند. به اعتقاد برخی از کاربران شبکه‌های اینترنتی به راه انداختن این حرکت کار درستی نبوده، چرا که مخالفان حکومت در شبکه‌های مجازی مخاطبان بیشتری دارند و با مطرح شدن این بحث روایت مخالفان از اتفاقات بیشتر به چشم می‌آید.
برخی هم در واکنش به موارد مطرح‌شده در این کمپین موضوعات دیگری از جمله حوادث بازداشتگاه کهریزک، فسادهای مالی دولت، اسیدپاشی طرفداران نظام و عدم دشمنی با اسرائیل و آمریکا، در شبکه‌های اجتماعی مطرح کردند.

## سالگرد تظاهرات در سال ۱۳۹۶
آسوشیتد پرس می‌گوید در راهپیمایی سال ۱۳۹۶ که به صورت زنده از صدا و سیمای ایران پخش می‌شد، حدود چهار هزار نفر در مصلای تهران حضور پیدا کردند.